# Néstor Carballo
Néstor Carballo (* 3. Februar 1929; † 22. September 1981) war ein uruguayischer Fußballspieler.

## Karriere

### Verein
Der 1,76 Meter große, „Martinica“ genannte Defensivakteur Carballo, der auch auf der Position des zentralen Mittelfeldspielers eingesetzt wurde, begann seine Karriere 1949 beim Danubio FC, für den er auch im Folgejahr spielte. Er stand sodann von 1951 bis 1955 in Reihen des uruguayischen Erstligisten Nacional Montevideo. In den Jahren 1952 und 1955 gewannen die Bolsos jeweils die uruguayische Meisterschaft in der Primera División. Für das Jahr 1956 schloss er sich abermals Danubio an, kehrte jedoch für die Spielzeiten 1957 und 1958 zu Nacional zurück. Dort feierte er 1957 seine dritte Landesmeisterschaft. Er wechselte 1959 zum Ligakonkurrenten Sud América, für den er auch in der Saison 1960 aktiv war. Am Ende seiner Karriere wird für ihn 1961 noch eine Station beim La Luz FC geführt.

### Nationalmannschaft
Carballo war Mitglied der A-Nationalmannschaft Uruguays, für die er von seinem Debüt am 1. März 1953 bis zu seinem letzten Einsatz am 30. April 1958 18 Länderspiele absolvierte. Ein Länderspieltor erzielte er nicht. Er nahm mit Uruguay an der Weltmeisterschaft 1954 teil. Im Verlaufe des Wettbewerbs kam er in zwei Spielen zum Einsatz. Carballo gehörte ebenfalls dem Kader Uruguays bei der Südamerikameisterschaft 1953 in Peru und 1955 in Chile an.

## Erfolge
- Uruguayischer Meister: 1952, 1955, 1957